# Thyreophora
Thyreophora („штитоноше”, често познатији једноставно као „оклопни диносаури”) скупина је оклопних диносаура из реда Ornithischia који су живјели у периоду између ране јуре и касне креде.
Тиреофори карактерише присуство тјелесног оклопа пореданог у уздужне редове дуж тијела. Примитивни облици имали су једноставне, ниске, кољенасте плочице или остеодерме, док су изведени облици развили сложеније структуре, укључујући шиљке и плоче. Већина тиреофора били су биљоједи и имали су релативно мали мозак у односу на величину тијела.
Тиреофори укључују разне подгрупе, укључујући подредове Ankylosauria и Stegosauria. У оба подреда, предњи удови су били много краћи од задњих удова, нарочито код стегосаура. Кладус је дефинисан као група која се састоји од свих врста сроднијих анкилосауру него трицераптосу. Тиреофори су сестринска група церапода унутар геносаурија.

## Групе тиреофора

### 
Међу анкилосауријама постоје двије групе, то су Ankylosauridae и Nodosauridae.
Код анкилосаурида забиљежено је присуство великог репног клупка састављеног од раширених пршљенова који су се стопили у једну масу. Били су крупне грађе и тешко оклопњени од главе до репа у коштаном оклопу, чак и до најмањих карактеристика као што су капци. Шипљи и чворови, често од рога, били су постављени у оклоп. Глава је била равна, здепаста, са мало или нимало „врата”, отприлике у облику лопате и карактерисана је са два шиљка са обје стране главе, приближно тамо гдје су биле уши и образи. Euoplocephalus tutus можда је најпознатији анкилосаурид.
Нодосауриди, друга породица анкилосаурија, може заправо укључити претке анкилосаурида. Живјели су током средње јуре (око 170 mya) па све до касне јуре (66 mya) и ако су били оклопљени као анкилосауриди, нису имали репну палицу. Умјесто тога, коштане кврге и шиљци који су покривали остатак тијела настављали су се до репа и/или су увећани оштрим бодљама. Два примјера нодосаурида су Sauropelta и Edmontonia, а посљедњи је најзначајнији по својим страшним раменским шиљцима усмјереним напријед.
Подред стегосаурије се састоји од Stegosauridae и Huayangosauridae.
Ови диносаури су живјели од средње до касне јуре, мада су неки фосили пронађи и у креди. Стегосаурије су имале врло мале главе са једноставним зубима попут лишћа. Стегосаурије су имале редове плоча и/или шиљака који су се спуштали низ леђну средњу линију и издужени дорзални пршљен. Претпоставља се да су плоче стегосаурија функционисале у контроли тјелесне температуре (терморегулација) и/или су коришћене као приказ за препознавање припадника врсте, као и за привлачење партнера и застрашивање противника. Познате стегосаурије су Stegosaurus и Kentrosaurus.

## Класификација

### Таксономија
Иако је рангирана таксономија углавном пала у немилост палеонтолога диносаура, неколико публикација 21. вијека задржало је употребу рангова, мада се извори разликују у погледу њеног ранга. Већина је навела тиреофоре као нерангирани таксон који садржи традиционалне подредове стегосаурија и анкилосаурија, иако се тиреофора понекад класификује као и подред, а анкилосаурије и стегосаурије као инфраред.

### Филогенија
Тиреофоре је први пут поменуо Франц Нопча 1915. године. Тиреофоре је Паул Серено дефинисао као кладус 1998, као „све генесаурије сродније анкилосауру него трицераптосу”. Тиреофороиде је први поменуо Нопча 1928, а дефинисао Серено 1986. као „скелидосаур, анкилосаур, њихов најновији заједнички предак и сви његови потомци”. Еуриподе је први поменуо Серено 1986. и дефинисао као 1998. као „стегосаур, анкилосаур, њихов најновији заједнички предак и сви његови потомци”. Кладограм у настави слиједи анализу из 2011. палеонтолога  Richard S. Thompson, Jolyon C. Parish, Susannah C. R. Maidment и Paul M. Barrett.
|              | Stegosauria                                                     |
|              |                                                                 |
| Ankylosauria | \| \| Ankylosauridae \| \| \| \| \| \| Nodosauridae \| \| \| \| |
|              | \| \| Ankylosauridae \| \| \| \| \| \| Nodosauridae \| \| \| \| |
|              | Ankylosauridae                                                  |
|              |                                                                 |
|              | Nodosauridae                                                    |
|              |                                                                 |

|  | Ankylosauridae |
|  |                |
|  | Nodosauridae   |
|  |                |

|              | Stegosauria                                                     |
|              |                                                                 |
| Ankylosauria | \| \| Ankylosauridae \| \| \| \| \| \| Nodosauridae \| \| \| \| |
|              | \| \| Ankylosauridae \| \| \| \| \| \| Nodosauridae \| \| \| \| |
|              | Ankylosauridae                                                  |
|              |                                                                 |
|              | Nodosauridae                                                    |
|              |                                                                 |

|  | Ankylosauridae |
|  |                |
|  | Nodosauridae   |
|  |                |

|              | Stegosauria                                                     |
|              |                                                                 |
| Ankylosauria | \| \| Ankylosauridae \| \| \| \| \| \| Nodosauridae \| \| \| \| |
|              | \| \| Ankylosauridae \| \| \| \| \| \| Nodosauridae \| \| \| \| |
|              | Ankylosauridae                                                  |
|              |                                                                 |
|              | Nodosauridae                                                    |
|              |                                                                 |

|  | Ankylosauridae |
|  |                |
|  | Nodosauridae   |
|  |                |

|              | Stegosauria                                                     |
|              |                                                                 |
| Ankylosauria | \| \| Ankylosauridae \| \| \| \| \| \| Nodosauridae \| \| \| \| |
|              | \| \| Ankylosauridae \| \| \| \| \| \| Nodosauridae \| \| \| \| |
|              | Ankylosauridae                                                  |
|              |                                                                 |
|              | Nodosauridae                                                    |
|              |                                                                 |

|  | Ankylosauridae |
|  |                |
|  | Nodosauridae   |
|  |                |

|              | Stegosauria                                                     |
|              |                                                                 |
| Ankylosauria | \| \| Ankylosauridae \| \| \| \| \| \| Nodosauridae \| \| \| \| |
|              | \| \| Ankylosauridae \| \| \| \| \| \| Nodosauridae \| \| \| \| |
|              | Ankylosauridae                                                  |
|              |                                                                 |
|              | Nodosauridae                                                    |
|              |                                                                 |

|  | Ankylosauridae |
|  |                |
|  | Nodosauridae   |
|  |                |

|              | Stegosauria                                                     |
|              |                                                                 |
| Ankylosauria | \| \| Ankylosauridae \| \| \| \| \| \| Nodosauridae \| \| \| \| |
|              | \| \| Ankylosauridae \| \| \| \| \| \| Nodosauridae \| \| \| \| |
|              | Ankylosauridae                                                  |
|              |                                                                 |
|              | Nodosauridae                                                    |
|              |                                                                 |

|  | Ankylosauridae |
|  |                |
|  | Nodosauridae   |
|  |                |

|              | Stegosauria                                                     |
|              |                                                                 |
| Ankylosauria | \| \| Ankylosauridae \| \| \| \| \| \| Nodosauridae \| \| \| \| |
|              | \| \| Ankylosauridae \| \| \| \| \| \| Nodosauridae \| \| \| \| |
|              | Ankylosauridae                                                  |
|              |                                                                 |
|              | Nodosauridae                                                    |
|              |                                                                 |

|  | Ankylosauridae |
|  |                |
|  | Nodosauridae   |
|  |                |

|              | Stegosauria                                                     |
|              |                                                                 |
| Ankylosauria | \| \| Ankylosauridae \| \| \| \| \| \| Nodosauridae \| \| \| \| |
|              | \| \| Ankylosauridae \| \| \| \| \| \| Nodosauridae \| \| \| \| |
|              | Ankylosauridae                                                  |
|              |                                                                 |
|              | Nodosauridae                                                    |
|              |                                                                 |

|  | Ankylosauridae |
|  |                |
|  | Nodosauridae   |
|  |                |

Дејвид Норман је 2020. као дио своје монографије о скелидосауру, ревидирао је односе ранијих тиреофора, откривши да су стегосаурије биле најбазалнија грана, а скутелосаур, емаусаур и скелидосаур били прогресивне матичне групе до анкилосаурија, него у случају стегосауриује+анкилосаурије. Кладограм је у наставку:
|  | Emausaurus                                                     |
|  |                                                                |
|  | \| \| Scelidosaurus \| \| \| \| \| \| Ankylosauria \| \| \| \| |
|  |                                                                |
|  | Scelidosaurus                                                  |
|  |                                                                |
|  | Ankylosauria                                                   |
|  |                                                                |

|  | Scelidosaurus |
|  |               |
|  | Ankylosauria  |
|  |               |

|  | Emausaurus                                                     |
|  |                                                                |
|  | \| \| Scelidosaurus \| \| \| \| \| \| Ankylosauria \| \| \| \| |
|  |                                                                |
|  | Scelidosaurus                                                  |
|  |                                                                |
|  | Ankylosauria                                                   |
|  |                                                                |

|  | Scelidosaurus |
|  |               |
|  | Ankylosauria  |
|  |               |

|  | Emausaurus                                                     |
|  |                                                                |
|  | \| \| Scelidosaurus \| \| \| \| \| \| Ankylosauria \| \| \| \| |
|  |                                                                |
|  | Scelidosaurus                                                  |
|  |                                                                |
|  | Ankylosauria                                                   |
|  |                                                                |

|  | Scelidosaurus |
|  |               |
|  | Ankylosauria  |
|  |               |

|  | Emausaurus                                                     |
|  |                                                                |
|  | \| \| Scelidosaurus \| \| \| \| \| \| Ankylosauria \| \| \| \| |
|  |                                                                |
|  | Scelidosaurus                                                  |
|  |                                                                |
|  | Ankylosauria                                                   |
|  |                                                                |

|  | Scelidosaurus |
|  |               |
|  | Ankylosauria  |
|  |               |